# Ellipsoid-Koordinaten

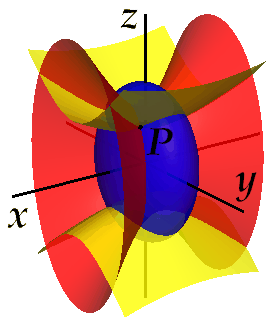
Koordinatenflächen der Ellipsoid-Koordinaten (η,θ,λ) mit a=60 und b=40. Das blaue Ellipsoid gehört zu η=70, das rote einschalige Hyperboloid entspricht θ=50 und das gelbe zweischalige λ=30.

Ellipsoid-Koordinaten sind orthogonale Koordinaten, in denen ein Punkt des dreidimensionalen Raums durch Angabe der Lage auf einem  Ellipsoid und konfokalen Hyperboloiden bestimmt wird, siehe Bild.
Ellipsoid-Koordinaten (englisch ellipsoidal coordinates:40:663) erlauben immer eine Trennung der Veränderlichen in der Laplace- und Helmholtz-Gleichung,:8 was deren Lösung stark vereinfacht. Ellipsoid-Koordinaten bieten sich zur Lösung von Randwertaufgaben dort an, wo die Ränder des Gebiets ellipsoid- oder hyperboloidförmig sind.
Durch die Transformation auf elliptische Koordinaten kann die Schrödinger-Gleichung für das H2+-Molekül in Born-Oppenheimer-Näherung separiert und für spezielle Formen der potentiellen Energie auch gelöst werden.:511ff
Sie sind nicht zu verwechseln mit den ellipsoidischen Koordinaten, die auf der Oberfläche eines Ellipsoids definiert sind und in der Geodäsie benutzt werden.

## Koordinatenflächen
In Ellipsoid-Koordinaten:511:40 (η,θ,λ) bestehen die Koordinatenflächen aus einem Ellipsoid (η=const., blau im Bild oben),
{\displaystyle {\frac {x^{2}}{\eta ^{2}-a^{2}}}+{\frac {y^{2}}{\eta ^{2}-b^{2}}}+{\frac {z^{2}}{\eta ^{2}}}=1}
einem einschaligen Hyperboloid (θ=const., rot im Bild oben)
{\displaystyle {\frac {y^{2}}{\theta ^{2}-b^{2}}}+{\frac {z^{2}}{\theta ^{2}}}-{\frac {x^{2}}{a^{2}-\theta ^{2}}}=1}
und einem zweischaligen (mit λ=const., gelb im Bild oben)
{\displaystyle {\frac {z^{2}}{\lambda ^{2}}}-{\frac {x^{2}}{a^{2}-\lambda ^{2}}}-{\frac {y^{2}}{b^{2}-\lambda ^{2}}}=1}
Damit das möglich ist, muss
{\displaystyle 0\leq \lambda ^{2}<b^{2}<\theta ^{2}<a^{2}<\eta ^{2}}
sein. Aus obigen drei Gleichungen können die Koordinatenquadrate bestimmt werden:
{\displaystyle x^{2}={\frac {(\eta ^{2}-a^{2})(\theta ^{2}-a^{2})(\lambda ^{2}-a^{2})}{a^{2}(a^{2}-b^{2})}},\;y^{2}={\frac {(\eta ^{2}-b^{2})(\theta ^{2}-b^{2})(\lambda ^{2}-b^{2})}{b^{2}(b^{2}-a^{2})}},\;z^{2}=\left({\frac {\eta \theta \lambda }{ab}}\right)^{2}}
Die Koordinaten können mit den drei grundlegenden Jacobischen Funktionen {\displaystyle {\rm {sn}}(\alpha ,k),\,{\rm {cn}}(\beta ,k'),\,{\rm {dn}}(\gamma ,k)}, sinus–, cosinus– bzw. delta amplitudinis mit dem elliptischen Modul {\displaystyle k=b/a} und dem komplementären Parameter {\displaystyle k'={\sqrt {1-k^{2}}}=:d/a,d:={\sqrt {a^{2}-b^{2}}}} als Funktion dreier Parameter α, β und γ dargestellt werden:663:
{\displaystyle {\begin{pmatrix}x\\y\\z\end{pmatrix}}={\frac {a}{{\rm {cn}}(\alpha ,k)}}{\begin{pmatrix}k'\,{\rm {sn}}(\alpha ,k)\,{\rm {sn}}(\beta ,k')\,{\rm {dn}}(\gamma ,k)\\k'\,{\rm {cn}}(\beta ,k')\,{\rm {cn}}(\gamma ,k)\\{\rm {dn}}(\alpha ,k)\,{\rm {dn}}(\beta ,k')\,{\rm {sn}}(\gamma ,k)\\\end{pmatrix}},\;{\begin{pmatrix}\eta \\\theta \\\lambda \end{pmatrix}}={\frac {a}{{\rm {cn}}(\alpha ,k)}}{\begin{pmatrix}{\rm {dn}}(\alpha ,k)\\{\rm {cn}}(\alpha ,k)\,{\rm {dn}}(\beta ,k')\\k\,{\rm {cn}}(\alpha ,k)\,{\rm {sn}}(\gamma ,k)\end{pmatrix}}}
In dieser Darstellung fällt θ≥0 und {\displaystyle z={\tfrac {\eta \theta \lambda }{ab}}}auf.

## Metrische Faktoren, Weg- und Flächen- und Volumenelemente
Die kovarianten Basisvektoren sind mit {\displaystyle {\vec {r}}=(x,y,z)^{\top }}:
{\displaystyle {\vec {g}}_{\eta }:={\frac {\partial {\vec {r}}}{\partial \eta }}={\begin{pmatrix}{\frac {\eta x}{\eta ^{2}-a^{2}}}\\{\frac {\eta y}{\eta ^{2}-b^{2}}}\\{\frac {z}{\eta }}\end{pmatrix}},\;{\vec {g}}_{\theta }:={\frac {\partial {\vec {r}}}{\partial \theta }}={\begin{pmatrix}-{\frac {\theta x}{a^{2}-\theta ^{2}}}\\{\frac {\theta y}{\theta ^{2}-b^{2}}}\\{\frac {z}{\theta }}\end{pmatrix}},\;{\vec {g}}_{\lambda }:={\frac {\partial {\vec {r}}}{\partial \lambda }}={\begin{pmatrix}-{\frac {\lambda x}{a^{2}-\lambda ^{2}}}\\-{\frac {\lambda y}{b^{2}-\lambda ^{2}}}\\{\frac {z}{\lambda }}\end{pmatrix}}}
die, wie es sein soll, senkrecht zueinander sind, und in dieser Reihenfolge ein Rechtssystem bilden. Die metrischen Faktoren sind die Beträge der kovarianten Basisvektoren und lauten::663
{\displaystyle h_{\eta }={\sqrt {\frac {(\eta ^{2}-\theta ^{2})(\eta ^{2}-\lambda ^{2})}{(\eta ^{2}-a^{2})(\eta ^{2}-b^{2})}}},\;h_{\theta }={\sqrt {\frac {(\theta ^{2}-\eta ^{2})(\theta ^{2}-\lambda ^{2})}{(\theta ^{2}-a^{2})(\theta ^{2}-b^{2})}}},\;h_{\lambda }={\sqrt {\frac {(\lambda ^{2}-\eta ^{2})(\lambda ^{2}-\theta ^{2})}{(\lambda ^{2}-a^{2})(\lambda ^{2}-b^{2})}}}}
Das ellipsoidische Orthonormalsystem ist dementsprechend
{\displaystyle {\begin{aligned}{\hat {c}}_{\eta }:=&{\sqrt {\frac {(\eta ^{2}-a^{2})(\eta ^{2}-b^{2})}{(\eta ^{2}-\theta ^{2})(\eta ^{2}-\lambda ^{2})}}}{\begin{pmatrix}{\frac {\eta x}{\eta ^{2}-a^{2}}}\\{\frac {\eta y}{\eta ^{2}-b^{2}}}\\{\frac {z}{\eta }}\end{pmatrix}}\\{\hat {c}}_{\theta }:=&{\sqrt {\frac {(\theta ^{2}-a^{2})(\theta ^{2}-b^{2})}{(\theta ^{2}-\eta ^{2})(\theta ^{2}-\lambda ^{2})}}}{\begin{pmatrix}-{\frac {\theta x}{a^{2}-\theta ^{2}}}\\{\frac {\theta y}{\theta ^{2}-b^{2}}}\\{\frac {z}{\theta }}\end{pmatrix}}\\{\hat {c}}_{\lambda }:=&{\sqrt {\frac {(\lambda ^{2}-a^{2})(\lambda ^{2}-b^{2})}{(\lambda ^{2}-\eta ^{2})(\lambda ^{2}-\theta ^{2})}}}{\begin{pmatrix}-{\frac {\lambda x}{a^{2}-\lambda ^{2}}}\\-{\frac {\lambda y}{b^{2}-\lambda ^{2}}}\\{\frac {z}{\lambda }}\end{pmatrix}}\end{aligned}}}
Das Linien-, Flächen- und Volumenelement ergibt sich zu:18:392
{\displaystyle {\begin{aligned}{\rm {d}}{\vec {r}}=&{\vec {g}}_{\eta }{\rm {d}}\eta +{\vec {g}}_{\theta }{\rm {d}}\theta +{\vec {g}}_{\lambda }{\rm {d}}\lambda \\{\rm {d}}s^{2}:=&|{\rm {d}}{\vec {r}}|^{2}={\frac {(\eta ^{2}-\theta ^{2})(\eta ^{2}-\lambda ^{2})}{(\eta ^{2}-a^{2})(\eta ^{2}-b^{2})}}\,{\rm {d}}\eta ^{2}+{\frac {(\theta ^{2}-\eta ^{2})(\theta ^{2}-\lambda ^{2})}{(\theta ^{2}-a^{2})(\theta ^{2}-b^{2})}}\,{\rm {d}}\theta ^{2}+{\frac {(\lambda ^{2}-\eta ^{2})(\lambda ^{2}-\theta ^{2})}{(\lambda ^{2}-a^{2})(\lambda ^{2}-b^{2})}}\,{\rm {d}}\lambda ^{2}\\{\rm {d}}A:=&h_{\eta }h_{\theta }{\hat {c}}_{\lambda }\,{\rm {d}}\eta \,{\rm {d}}\theta +h_{\theta }h_{\lambda }{\hat {c}}_{\eta }\,{\rm {d}}\theta \,{\rm {d}}\lambda +h_{\lambda }h_{\eta }{\hat {c}}_{\theta }\,{\rm {d}}\lambda \,{\rm {d}}\eta \\{\rm {d}}V:=&h_{\eta }h_{\theta }h_{\lambda }\,{\rm {d}}\eta \,{\rm {d}}\theta \,{\rm {d}}\lambda \end{aligned}}}

## Differentialoperatoren in Ellipsoid-Koordinaten
Wegen der länglichen Ausdrücke für die metrischen Faktoren wird auf die allgemeine Darstellung der Operatoren Gradient, Divergenz und Rotation eines Vektorfeldes im Hauptartikel verwiesen.
Der Laplace-Operator ist::18
{\displaystyle {\begin{aligned}\Delta f=&{\frac {\sqrt {(\eta ^{2}-a^{2})(\eta ^{2}-b^{2})}}{(\eta ^{2}-\theta ^{2})(\eta ^{2}-\lambda ^{2})}}{\frac {\partial }{\partial \eta }}\left({\sqrt {(\eta ^{2}-a^{2})(\eta ^{2}-b^{2})}}{\frac {\partial f}{\partial \eta }}\right)\\&+{\frac {\sqrt {(a^{2}-\theta ^{2})(\theta ^{2}-b^{2})}}{(\eta ^{2}-\theta ^{2})(\theta ^{2}-\lambda ^{2})}}{\frac {\partial }{\partial \theta }}\left({\sqrt {(a^{2}-\theta ^{2})(\theta ^{2}-b^{2})}}{\frac {\partial f}{\partial \theta }}\right)\\&+{\frac {\sqrt {(a^{2}-\lambda ^{2})(b^{2}-\lambda ^{2})}}{(\eta ^{2}-\lambda ^{2})(\theta ^{2}-\lambda ^{2})}}{\frac {\partial }{\partial \lambda }}\left({\sqrt {(a^{2}-\lambda ^{2})(b^{2}-\lambda ^{2})}}{\frac {\partial f}{\partial \lambda }}\right)\end{aligned}}}
oder mit ausgeführten Ableitungen und zusammengefasst:
{\displaystyle {\begin{aligned}\Delta f=&{\frac {(\eta ^{2}-a^{2})(\eta ^{2}-b^{2}){\frac {\partial ^{2}f}{\partial \eta ^{2}}}+(2\eta ^{2}-a^{2}-b^{2})\eta {\frac {\partial f}{\partial \eta }}}{(\eta ^{2}-\theta ^{2})(\eta ^{2}-\lambda ^{2})}}\\&+{\frac {(a^{2}-\theta ^{2})(\theta ^{2}-b^{2}){\frac {\partial ^{2}f}{\partial \theta ^{2}}}-(2\theta ^{2}-a^{2}-b^{2})\theta {\frac {\partial f}{\partial \theta }}}{(\eta ^{2}-\theta ^{2})(\theta ^{2}-\lambda ^{2})}}\\&+{\frac {(a^{2}-\lambda ^{2})(b^{2}-\lambda ^{2}){\frac {\partial ^{2}f}{\partial \lambda ^{2}}}+(2\lambda ^{2}-a^{2}-b^{2})\lambda {\frac {\partial f}{\partial \lambda }}}{(\eta ^{2}-\lambda ^{2})(\theta ^{2}-\lambda ^{2})}}\end{aligned}}}

## Lösung der Laplace- und Helmholtz-Gleichung
In Ellipsoid-Koordinaten gelingt immer eine Trennung der Variablen in der Laplace- und Helmholtz-Gleichung. Aus der Literatur sind folgende zwei Ansätze bekannt.

### Der Ansatz von Moon und Spencer
Ausgangspunkt des im Hauptartikel beschriebenen Vorgehens ist die Stäckel-Matrix:41
{\displaystyle \mathbf {S} :={\begin{pmatrix}{\frac {\eta ^{4}}{(\eta ^{2}-b^{2})(\eta ^{2}-a^{2})}}&{\frac {1}{(\eta ^{2}-b^{2})(\eta ^{2}-a^{2})}}&{\frac {\eta ^{2}}{(\eta ^{2}-b^{2})(\eta ^{2}-a^{2})}}\\{\frac {-\theta ^{4}}{(\theta ^{2}-b^{2})(a^{2}-\theta ^{2})}}&{\frac {-1}{(\theta ^{2}-b^{2})(a^{2}-\theta ^{2})}}&{\frac {-\theta ^{2}}{(\theta ^{2}-b^{2})(a^{2}-\theta ^{2})}}\\{\frac {\lambda ^{4}}{(b^{2}-\lambda ^{2})(a^{2}-\lambda ^{2})}}&{\frac {1}{(b^{2}-\lambda ^{2})(a^{2}-\lambda ^{2})}}&{\frac {\lambda ^{2}}{(b^{2}-\lambda ^{2})(a^{2}-\lambda ^{2})}}\end{pmatrix}}}
mit der Determinante
{\displaystyle S={\frac {(\eta ^{2}-\theta ^{2})(\eta ^{2}-\lambda ^{2})(\theta ^{2}-\lambda ^{2})}{(\eta ^{2}-b^{2})(\eta ^{2}-a^{2})(\theta ^{2}-b^{2})(a^{2}-\theta ^{2})(b^{2}-\lambda ^{2})(a^{2}-\lambda ^{2})}}}
und den Minoren
{\displaystyle {\begin{aligned}M_{1}=&{\frac {\theta ^{2}-\lambda ^{2}}{(a^{2}-\theta ^{2})(\theta ^{2}-b^{2})(b^{2}-\lambda ^{2})(a^{2}-\lambda ^{2})}}\\M_{2}=&{\frac {\eta ^{2}-\lambda ^{2}}{(\eta ^{2}-a^{2})(\eta ^{2}-b^{2})(b^{2}-\lambda ^{2})(a^{2}-\lambda ^{2})}}\\M_{3}=&{\frac {\eta ^{2}-\theta ^{2}}{(\eta ^{2}-a^{2})(\eta ^{2}-b^{2})(\theta ^{2}-b^{2})(a^{2}-\theta ^{2})}}\end{aligned}}}
Damit sind die notwendigen und hinreichenden Bedingungen für eine einfache Separierbarkeit der skalaren Helmholtz-Gleichung gemäß
{\displaystyle h_{\eta }^{2}={\frac {S}{M_{1}}},\,h_{\theta }^{2}={\frac {S}{M_{2}}},\,h_{\lambda }^{2}={\frac {S}{M_{3}}}}
und
{\displaystyle {\frac {h_{\eta }h_{\theta }h_{\lambda }}{S}}={\sqrt {(\eta ^{2}-a^{2})(\eta ^{2}-b^{2})}}\cdot {\sqrt {(a^{2}-\theta ^{2})(\theta ^{2}-b^{2})}}\cdot {\sqrt {(b^{2}-\lambda ^{2})(a^{2}-\lambda ^{2})}}}
erfüllt. Die Faktoren für den Separationsansatz {\displaystyle \phi (\eta ,\theta ,\lambda )=H(\eta )\cdot \Theta (\theta )\cdot \Lambda (\lambda )} und die Trennungskonstanten {\displaystyle \alpha _{1,2,3}} bestimmen sich aus:43
{\displaystyle {\begin{aligned}(\eta ^{2}-a^{2})(\eta ^{2}-b^{2}){\frac {\partial ^{2}H}{\partial \eta ^{2}}}+[2\eta ^{2}-(a^{2}+b^{2})]\eta {\frac {\partial H}{\partial \eta }}+(a_{1}\eta ^{4}+a_{3}\eta ^{2}+a_{2})H=&0\\(a^{2}-\theta ^{2})(\theta ^{2}-b^{2}){\frac {\partial ^{2}\Theta }{\partial \theta ^{2}}}-[2\theta ^{2}-(a^{2}+b^{2})]\theta {\frac {\partial \Theta }{\partial \theta }}-(a_{1}\theta ^{4}+a_{3}\theta ^{2}+a_{2})\Theta =&0\\(a^{2}-\lambda ^{2})(b^{2}-\lambda ^{2}){\frac {\partial ^{2}\Lambda }{\partial \lambda ^{2}}}+[2\lambda ^{2}-(a^{2}+b^{2})]\lambda {\frac {\partial \Lambda }{\partial \lambda }}+(a_{1}\lambda ^{4}+a_{3}\lambda ^{2}+a_{2})\Lambda =&0\end{aligned}}}
Bei der Helmholtz-Gleichung {\displaystyle \Delta \phi +\kappa ^{2}\phi =0} ist {\displaystyle \alpha _{1}=\kappa ^{2}} und bei der Laplace-Gleichung ist entsprechend {\displaystyle \alpha _{1}=0}.:6

### Der Ansatz von Morse und Feshbach
Ein anderer Ansatz:663 benutzt die Stäckel-Matrix
{\displaystyle \mathbf {S} ={\begin{pmatrix}1&{\frac {1}{\eta ^{2}-a^{2}}}&{\frac {1}{(a^{2}-b^{2})(\eta ^{2}-b^{2})}}\\1&{\frac {1}{\theta ^{2}-a^{2}}}&{\frac {1}{(a^{2}-b^{2})(\theta ^{2}-b^{2})}}\\1&{\frac {1}{\lambda ^{2}-a^{2}}}&{\frac {1}{(a^{2}-b^{2})(\lambda ^{2}-b^{2})}}\end{pmatrix}}}
mit der Determinante
{\displaystyle S={\frac {(\eta ^{2}-\lambda ^{2})(\eta ^{2}-\theta ^{2})(\theta ^{2}-\lambda ^{2})}{(\eta ^{2}-a^{2})(\eta ^{2}-b^{2})(a^{2}-\theta ^{2})(\theta ^{2}-b^{2})(a^{2}-\lambda ^{2})(b^{2}-\lambda ^{2})}}}
und den Minoren
{\displaystyle {\begin{aligned}M_{1}=&{\frac {\theta ^{2}-\lambda ^{2}}{(a^{2}-\theta ^{2})(\theta ^{2}-b^{2})(a^{2}-\lambda ^{2})(b^{2}-\lambda ^{2})}}\\M_{2}=&{\frac {\eta ^{2}-\lambda ^{2}}{(\eta ^{2}-a^{2})(\eta ^{2}-b^{2})(a^{2}-\lambda ^{2})(b^{2}-\lambda ^{2})}}\\M_{3}=&{\frac {\eta ^{2}-\theta ^{2}}{(\eta ^{2}-a^{2})(\eta ^{2}-b^{2})(a^{2}-\theta ^{2})(\theta ^{2}-b^{2})}}\end{aligned}}}
Die Faktoren für den Separationsansatz {\displaystyle \phi (\eta ,\theta ,\lambda )=H(\eta )\cdot \Theta (\theta )\cdot \Lambda (\lambda )} und die Trennungskonstanten {\displaystyle \alpha _{1,2,3}} ergeben sich hier aus den Differenzialgleichungen
{\displaystyle {\begin{aligned}&(\eta ^{2}-a^{2})(\eta ^{2}-b^{2}){\frac {\partial ^{2}H}{\partial \eta ^{2}}}+(2\eta ^{2}-a^{2}-b^{2})\eta {\frac {\partial H}{\partial \eta }}+\dots \\&\qquad \dots +\{\alpha _{1}\eta ^{4}-[\alpha _{1}(a^{2}+b^{2})-\alpha _{2}]\eta ^{2}+(\alpha _{1}a^{2}-\alpha _{2})b^{2}\}H=-\alpha _{3}{\frac {\eta ^{2}-a^{2}}{a^{2}-b^{2}}}H\\&(a^{2}-\theta ^{2})(\theta ^{2}-b^{2}){\frac {\partial ^{2}\Theta }{\partial \theta ^{2}}}-(2\theta ^{2}-b^{2}-a^{2})\theta {\frac {\partial \Theta }{\partial \theta }}+\dots \\&\qquad \dots +[\alpha _{1}(a^{2}-\theta ^{2})(\theta ^{2}-b^{2})-\alpha _{2}(\theta ^{2}-b^{2})]\Theta =-\alpha _{3}{\frac {a^{2}-\theta ^{2}}{a^{2}-b^{2}}}\Theta \\&(a^{2}-\lambda ^{2})(b^{2}-\lambda ^{2}){\frac {\partial ^{2}\Lambda }{\partial \lambda ^{2}}}+(2\lambda ^{2}-b^{2}-a^{2})\lambda {\frac {\partial \Lambda }{\partial \lambda }}+\dots \\&\qquad \dots +[\alpha _{1}(a^{2}-\lambda ^{2})(b^{2}-\lambda ^{2})-\alpha _{2}(b^{2}-\lambda ^{2})]\Lambda =\alpha _{3}{\frac {a^{2}-\lambda ^{2}}{a^{2}-b^{2}}}\Lambda \end{aligned}}}
Auch hier ist {\displaystyle \alpha _{1}=\kappa ^{2}} bei der Helmholtz-Gleichung {\displaystyle \Delta \phi +\kappa ^{2}\phi =0} und bei der Laplace-Gleichung entsprechend {\displaystyle \alpha _{1}=0}.:6
Wird hier {\displaystyle \alpha _{2}} durch {\displaystyle {\tfrac {a^{4}\alpha _{1}+\alpha _{2}+a^{2}\alpha _{3}}{a^{2}-b^{2}}}} und {\displaystyle \alpha _{3}} durch {\displaystyle -(b^{4}\alpha _{1}+\alpha _{2}+b^{2}\alpha _{3})} ersetzt, entstehen dieselben Differentialgleichungen wie sie #Der Ansatz von Moon und Spencer hervorbringt. Die mit den beiden Ansätzen ermittelten Differentialgleichungen unterscheiden sich nur in der Größe der Trennungskonstanten {\displaystyle \alpha _{2,3}}.